# Svea Orden

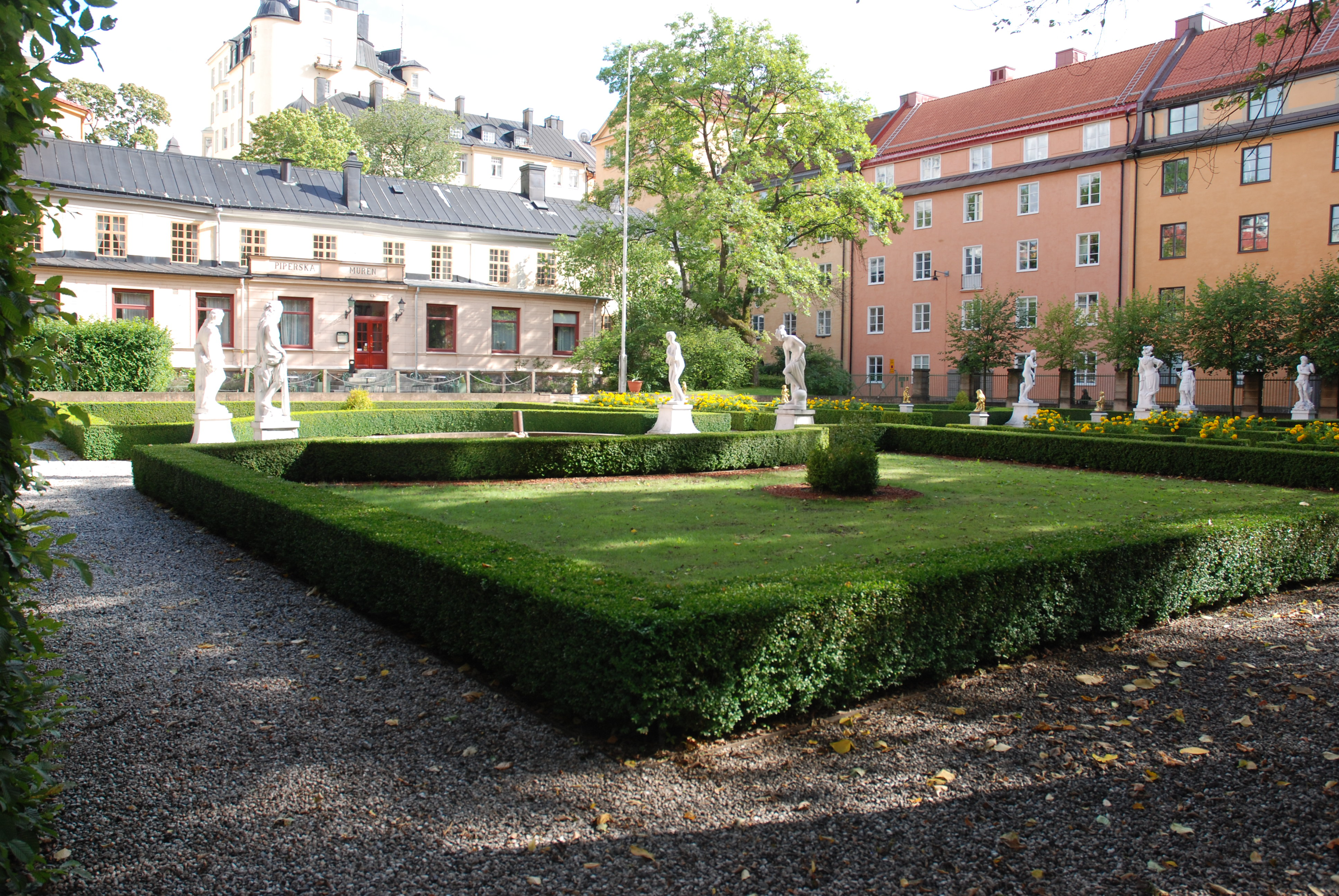
Piperska muren.

Svea Orden är ett av Sveriges äldsta ordenssällskap och grundades i Stockholm 1793. Orden är politiskt obunden och vilar på historisk, patriotisk och kristen grund. Man söker vidga kunskaperna om de gamla svearnas liv och tillvarata deras visdom och dygder. Orden stödjer sedan 1957 genom årliga stipendier forskning kring Sveriges äldre historia. Orden styrs av en Förste Drott och har Sveriges konung, Carl XVI Gustaf, som ordens Höge beskyddare.
Valspråket för Orden är "Vänskap - Fädernesland". Ordensfanan föreställer en fästning, inneslutande de med runor skrivna bokstäverna S och O. Sedan 1917 har Svea Orden en kvinnosektion, som fr.o.m. 2011 är en loge inom orden.

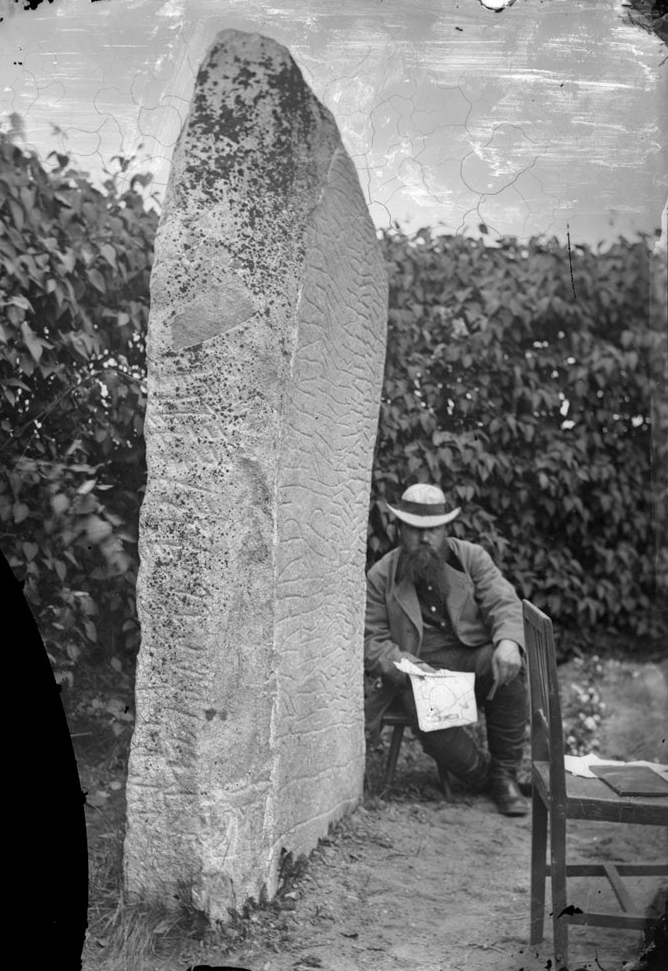
Riksantikvarie Hans Hildebrand vid Rökstenen.

## Om orden
Efter att ha börjat som ett anglofilt sällskap kallat Gibraltarboerne, ändrades inriktningen redan följande år och man bytte namn till Sällskapet Svearne. Det nuvarande namnet antogs 1830. Svea Orden firade under 1700- och 1800-talet sina sommarhögtidsdagar med stora segeleskadrar i Mälaren. När Ordensfartygen återkom till Stockholm brukade detta firas med musik och fyrverkerier som lockade stora folkmassor. Uttrycket "att leva svearne" var i folkmun synonymt med att ställa till ett stort kalas.
Svea Orden förlänades 1835 kungligt beskydd av kronprins Oscar, senare Oscar I och står alltsedan dess under Kunglig beskydd.

Historikern Erik Gustaf Geijer, en av Sveriges mest kända personer i sin samtid.

Bland många kända medlemmar genom tiderna kan nämnas Gustaf VI Adolf, Gustav Badin, Johan Gabriel Oxenstierna, Erik Gustaf Geijer, August Blanche, Mårten Eskil Winge, August Malmström, Hans Hildebrand, Paul U. Bergström och Albert Engström. Bland andra kungliga personer, som varit aktiva men inte medlemmar, kan nämnas Oscar II, Gustaf V, prinsessan Sibylla och prins Carl, hertig av Västergötland.
Ordens kansli finns på Piperska muren på Kungsholmen. Under sommarhalvåret bedrivs en stor del av verksamheten på Sveaholmen, en ö i Stockholms södra skärgård. Ön skänktes till orden 1910 av sveabroder J.V. Svenson.
Svea Orden har ett nära samarbete med Götiska Förbundet. Genom den av Konung Carl XVI Gustaf år 1993 instiftade Riksgraden, en värdighet som tilldelas bröder för förtjänstfullt arbete, har dessa två sällskap en gemensam högsta grad.

## Grader
För bröder har Svea Orden tio grader. Grad I - V är Väpnargrader och VI - IX samt Drottevärdigheten (X) är Riddargrader. Systrar arbetar i de kvinnliga graderna I - V. Till varje grad finns en ritual, vars innehåll är hemligt för utomstående och medlemmar med lägre grader. Svea Orden vill genom sina ritualer förmedla kunskap om våra förfäders, de gamla svearnas, liv och förhållanden. 
Utöver de ordinarie graderna kan medlemmar av Svea Orden och Götiska Förbundet tilldelas den för ordnarna gemensamma Riksgraden (IRG) för förtjänstfullt arbete i de båda förbundens intresse.

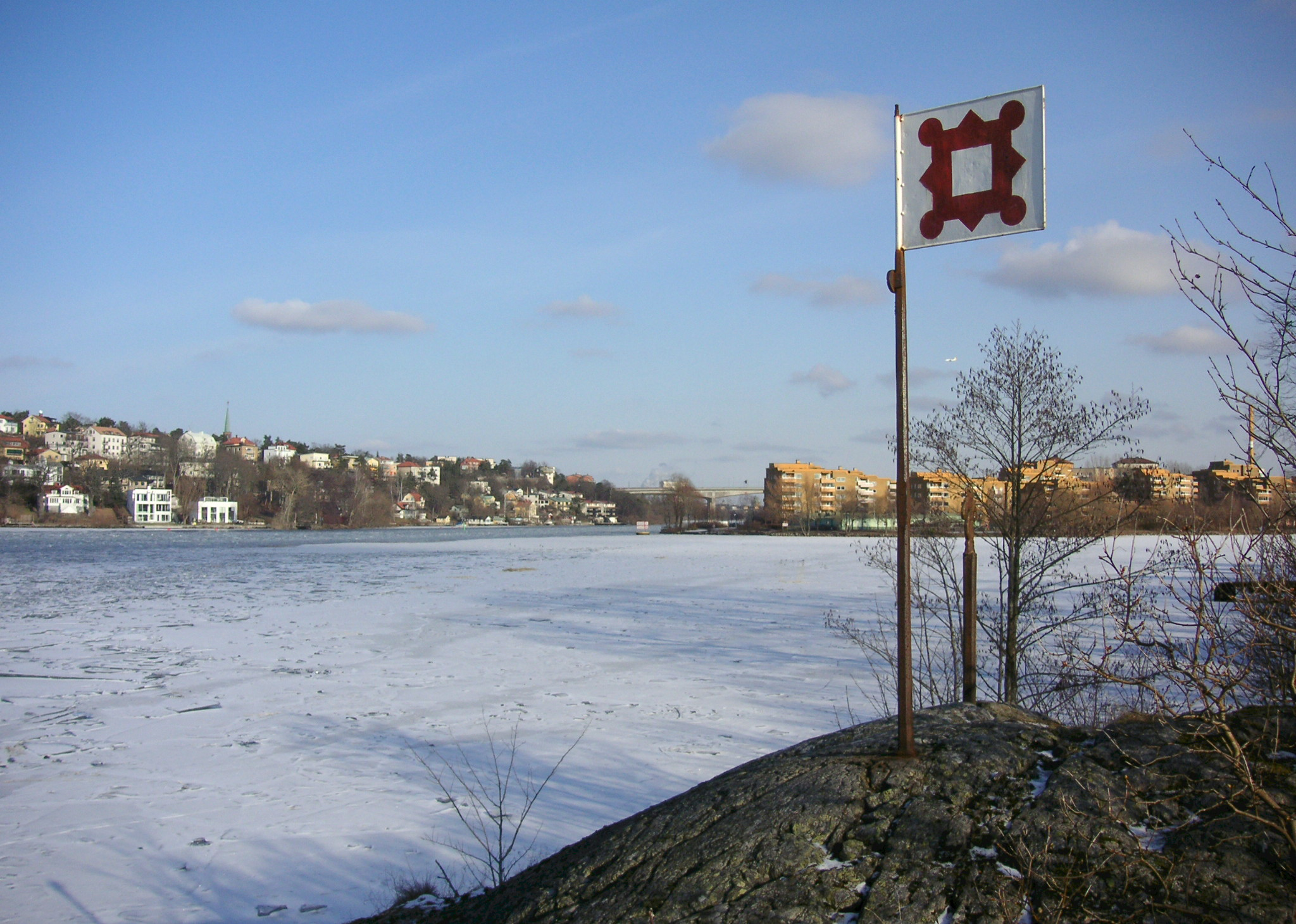
Svea Ordens Järnflagga på Lindholmen. Järnflaggor planterades vid ordens sommarhögtidsdagar under 1800-talet.

Brödernas tio grader:
Väpnargrader
- Firdarmannagraden (I)
- Kämpasvennegraden (II)
- Fosterbrödragraden (III)
- Kämpagraden (IV)
- Tignarmannagraden (V)

Riddargrader
- Hersegraden (VI)
- Hövdingagraden (VII)
- Lagmadurgraden (VIII)

efter särskild utnämning
- Jarl (IX)
- Drott (X eller D)

Systrarnas fem grader:
- Sveasyster (I)
- Idunsyster (II)
- Frejasyster (III)
- Sagasyster (IV)

efter särskild utnämning
- Reginasyster (V)

## Organisation
Svea Orden är uppdelad i ett antal loger. En brödraloge kan vara antingen Väpnarloge, och äger då rätt att arbeta i graderna I-V, eller Riddarloge, och äger då rätt att arbeta i graderna I-VIII.
Svea Orden har för närvarande fyra loger:
- Svea Orden av Stockholm – Logen Birger Jarl (Riddarloge, grundad 1793/2011)
- Svea Orden av Stockholm – Logen Svithiod (Riddarloge, grundad 2020)
- Svea Orden av Uppsala – Logen Östra Aros (Riddarloge, grundad 2005)
- Svea Orden av Stockholm – Logen Ingeborg (Systerloge, grundad 1917/2011)

Åren 1977-2015 fanns det även en brödraloge i Hudiksvall.
Förutom logerna har orden en central organisation, under ledning av Överstyrelsen, där Förste Drotten är ordförande.